# Eddie Dunbar
Pour les articles homonymes, voir Dunbar (homonymie).
Edward "Eddie" Dunbar, né le 1er mai 1996 à Banteer, est un coureur cycliste irlandais. Il a notamment remporté deux étapes du Tour d'Espagne 2024. 

## Biographie

### Débuts cyclistes et carrière chez les amateurs
En catégorie juniors (moins de 19 ans), Eddie Dunbar devient le premier coureur à remporter deux fois le Tour d'Irlande en 2013 et 2014. En 2014, il gagne également dans cette catégorie le Tour du Pays de Galles et le Trofeo Karlsberg après déclassement pour dopage du vainqueur initial, le Slovène Kristjan Kumar. En 2014, il est élu cycliste junior de l'année en Irlande. Après ces succès, Dunbar, est considéré comme l'avenir du cyclisme irlandais. En novembre de la même année, il déclare dans une interview : « Je ne quitterai pas le cyclisme avant d'avoir remporté le Tour de France. ».

### Carrière professionnelle
En 2015, il est recruté par l'équipe continentale britannique NFTO. Deuxième des championnats d'Irlande sur route et du contre-la-montre, il obtient le titre de champion d'Irlande sur route des espoirs. Lors de la course sur route des mondiaux espoirs 2015, il est membre d'une échappée pendant 75 kilomètres, mais il est repris et termine finalement 108e. 
En 2016, il rejoint l'équipe formatrice Axeon-Hagens Berman, dirigée par Axel Merckx. Il s'était fait remarquer lors de la Côte picarde, et avait été félicité par Eddy Merckx pour sa performance, puis l'avait présenté à son fils Axel. Il est cette fois champion d'Irlande du contre-la-montre espoirs. En 2017, il s'impose sur le Tour des Flandres espoirs.
Il signe un contrat avec l'équipe continentale professionnelle irlandaise Aqua Blue Sport pour la saison 2018,. Sélectionné pour représenter son pays aux championnats d'Europe de cyclisme sur route, il se classe vingt-huitième de l'épreuve contre-la-montre.
La même année, il termine également huitième du Tour de Yorkshire, quatrième du Tour de Belgique et huitième du Tour de l'Avenir. 

#### Sky / Ineos Grenadiers (2018-2022)
Son équipe Aqua Blue arrêtant à l'issue de la saison, il obtient le droit de rejoindre l'équipe World Tour Sky dès le 13 septembre 2018. Il fait ses débuts dans l'équipe à l'occasion de la Coppa Agostoni.
Fin juillet 2019, il est sélectionné pour représenter son pays aux championnats d'Europe de cyclisme sur route. Il s'adjuge à cette occasion la dix-neuvième place du contre-la-montre individuel.
Faisant partie de l'équipe alignée au Tour de Burgos 2021, il est testé positif au SARS-CoV-2 avant le début de l'épreuve ce qui entraîne son forfait et son remplacement par Carlos Rodríguez.

#### Jayco AlUla (2023-2025)
Il effectue ses premiers pas avec la formation australienne au Tour de la Communauté valencienne. Victime d'une chute lors de la première étape et touché à la main, il ne prend pas le départ le lendemain. Il reprend la compétition deux mois plus tard, sur le Tour du Pays basque, avant d'enchaîner par le Tour de Romandie. Neuvième de l'étape arrivant à la station de Thyon 2000, il s'adjuge également cette place au classement général de l'épreuve. Au Tour d'Italie, il est l’auteur de cinq tops 10 et d'une septième place au classement général. Il réitère cette performance sur le Tour de Pologne où il termine également septième. Aligné sur le Tour d'Espagne, il abandonne lors de la cinquième étape après avoir chuté pendant le départ fictif. En fin de saison, il se distingue sur le Tour de Croatie, 12e au général.
Le Tour de la Communauté valencienne ne lui sourit pas plus en 2024 puisqu’il quitte de nouveau cette course sur chute. Il reprend la compétition au Tour des Émirats arabes unis, il est pris dans une chute survenue dans le final de la première étape. Touché à la main, il est obligé d’abandonner. Comme la saison précédente, il prépare le Tour d'Italie en enchaînant Tour du Pays basque et Tour de Romandie. Son Giro s'arrête précipitamment, tombé lors de la deuxième étape et touché au genou, il doit quitter la course transalpine. La deuxième partie de saison lui est plus favorable. Le 20 juin, il devient champion d'Irlande de contre-la-montre devant Ryan Mullen. Début juillet, il termine 17e du classement général du Tour d'Autriche. Le 28 août 2024, il remporte sa première victoire sur un Grand Tour et son premier succès en World Tour en remportant la 11e étape du Tour d'Espagne à Padrón. Il récidive lors de la 20e étape et prend la onzième place au classement général final.
En 2025, il commence cette fois sa saison sur l'AlUla Tour où il réalise deux tops 5 (4e et 5e d'étape). Pour la deuxième fois de sa carrière, il prend le départ de Tirreno-Adriatico. Chutant lors de la cinquième étape, il abandonne. Pour la troisième année consécutive, il est au départ du Tour de Pays basque où, hors de condition, il ne parvient pas à se mêler à la lutte pour le classement général. Il enchaîne les résultats plus concluants à partir d'avril, 16e du général du Tour des Alpes, 27e du général du Tour de Romandie où, contrairement à 2023, l'étape adjugée à Thyon 2000 lui est fatale, terminant 30e à plus de 6 minutes du vainqueur et perdant treize places au général ce jour-là, et 19e du Critérium du Dauphiné où il réalise deux tops 10, le premier après avoir été membre de l'échappée victorieuse sur la troisième étape (10e) et le second le lendemain sur le contre-la-montre individuel (8e). En juillet, il participe à son premier Tour de France. Échappé lors de la sixième étape, remportée par son compatriote Ben Healy, il en prend la 4e place. Le lendemain, il est pris dans une chute et abandonne. Il reprend la compétition en août sur l'Arctic Race of Norway (25e du général).
Le 18 août 2025, l'équipe cycliste Q36.5 annonce son arrivée pour les saisons 2026 et 2027. Il y retrouve Kurt Bogaerts, responsable de la performance au sein de l'équipe suisse, côtoyé chez Ineos Grenadiers ainsi que Tom Pidcock.

## Palmarès

### Palmarès par année
| - 2013 - Champion d'Irlande du contre-la-montre juniors - Tour d'Irlande juniors : - Classement général - 3e et 6e étapes - 2014 - Champion d'Irlande sur route juniors - Tour d'Irlande juniors : - Classement général - 2e étape - Tour du Pays de Galles juniors : - Classement général - 2e et 5e étapes - Classement général du Trofeo Karlsberg - 2e de la Shay Elliott Memorial Race - 3e du Tour Nivernais Morvan juniors - 3e du championnat d'Irlande du contre-la-montre juniors - 2015 - Champion d'Irlande sur route espoirs - 2e du championnat d'Irlande sur route - 2e du championnat d'Irlande du contre-la-montre - 2e du championnat d'Irlande du contre-la-montre espoirs - 9e du championnat d'Europe du contre-la-montre espoirs - 2016 - Champion d'Irlande du contre-la-montre espoirs - 7e étape de l'An Post Rás - 2e du championnat d'Irlande du contre-la-montre - 6e du championnat d'Europe du contre-la-montre espoirs - 9e du championnat du monde du contre-la-montre espoirs | - 2017 - Tour des Flandres espoirs - 2e du Triptyque des Monts et Châteaux - 3e du Trophée de la ville de San Vendemiano - 3e du championnat d'Irlande du contre-la-montre espoirs - 2019 - 2e du championnat d'Irlande du contre-la-montre - 2e du championnat d'Irlande sur route - 3e du Tour de Yorkshire - 2022 - Classement général de la Semaine internationale Coppi et Bartali - Classement général du Tour de Hongrie - 2023 - 7e du Tour d'Italie - 7e du Tour de Pologne - 9e du Tour de Romandie - 2024 - Champion d'Irlande du contre-la-montre - 11e et 20e étapes du Tour d'Espagne |  |

### Résultats sur les grands tours

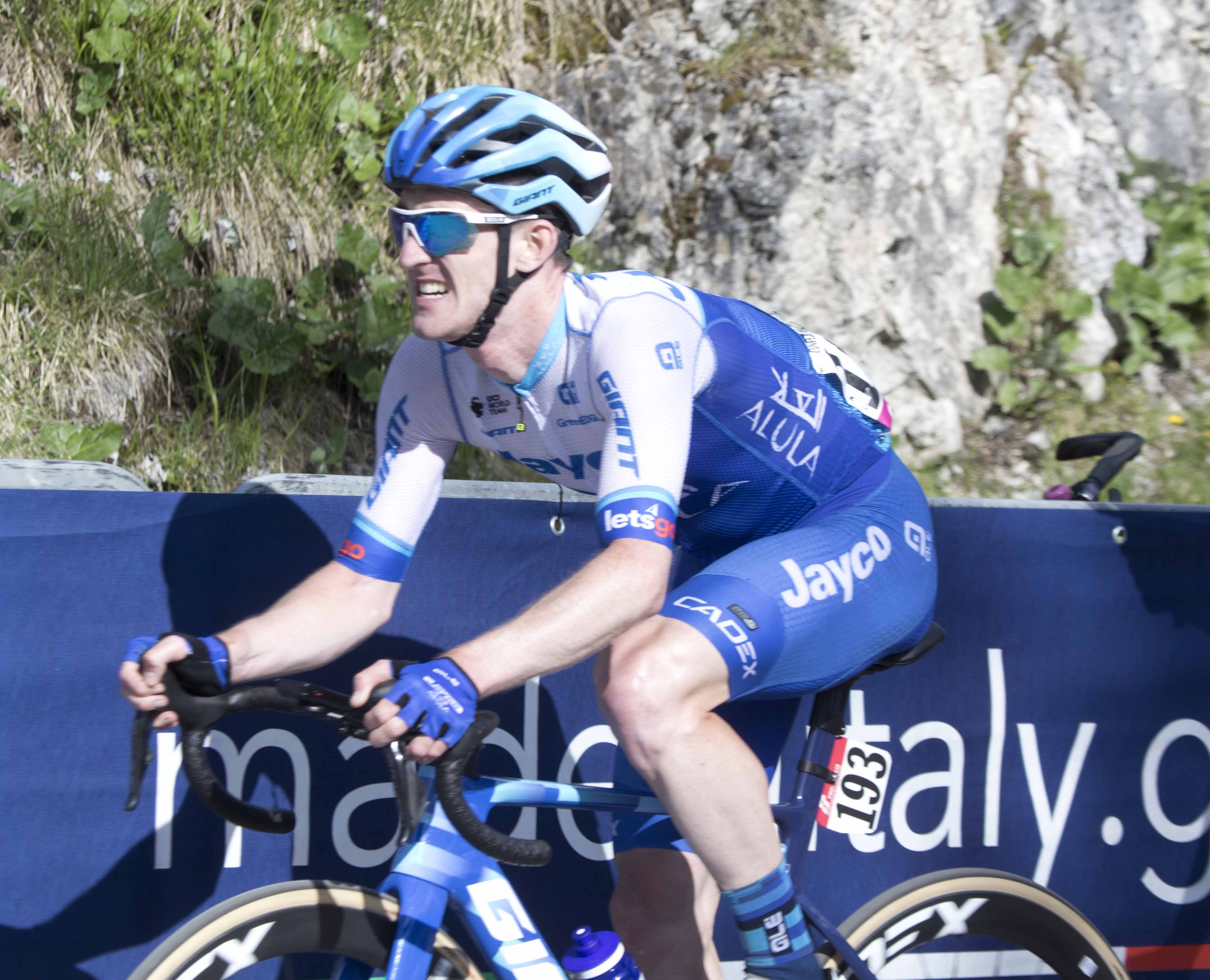
Dunbar lors du Tour d'Italie 2023.

#### Tour de France
1 participation
- 2025 : abandon (8e étape)

#### Tour d'Italie
3 participations
- 2019 : 22e
- 2023 : 7e
- 2024 : non-partant (3e étape)

#### Tour d'Espagne
2 participations 
- 2023 : abandon (5e étape)
- 2024 : 11e, vainqueur des 11e et 20e étapes

### Classements mondiaux
| Année                                 | 2015 | 2016 | 2017 | 2018 | 2019 | 2020 | 2021 | 2022 | 2023 | 2024 |
| ------------------------------------- | ---- | ---- | ---- | ---- | ---- | ---- | ---- | ---- | ---- | ---- |
| UCI World Tour                        |      | nc   | nc   | 287e |      |      |      |      |      |      |
| Classement mondial                    |      | 653e | 371e | 255e | 144e | 168e | 490e | 218e | 111e | 140e |
| UCI Europe Tour                       | 430e | 576e | 181e | 143e | 119e | 138e | 396e | 178e | 90e  | 113e |
| UCI Asia Tour                         | nc   | 245e | nc   | 488e |      |      |      |      |      |      |
| UCI America Tour                      | nc   | 324e | nc   | nc   |      |      |      |      |      |      |
|                                       |      |      |      |      |      |      |      |      |      |      |
| Légende : nc = non classéSource : UCI |      |      |      |      |      |      |      |      |      |      |